# Руст (компания)
Roust (Руст) — второй по величине производитель водки в мире. В состав холдинга входят дистрибуторская компания «Руст Инк.», «Русский стандарт водка» и итальянский винный дом Gancia. Также в Roust входит весь портфель марок «Русский стандарт», «Зелёная марка», «Парламент», «Журавли», «Маруся» и агентские бренды виски Glenfiddich, Jägermeister, коньяки Remy Martin и Metaxa. Название Roust дано и всем международным офисам в Великобритании, США, Венгрии, Канаде и Украине.

## Деятельность
Первая компания холдинга, «РУСТ ИНК.», была основана российским бизнесменом Рустамом Тарико в 1992 году. Она быстро стала ведущим дистрибьютором премиальных алкогольных напитков на российском рынке и представила потребителям десятки алкогольных брендов, в числе которых всемирно известные напитки компаний Diageo, Bacardi и LVMH. Сегодня компания «РУСТ ИНК.» представляет в России свыше 35 международных алкогольных брендов от крупнейших мировых производителей.
В 1998 году была разработана марка водки «Русский стандарт» и создан одноимённый холдинг.
В 2011 году «РУСТ ИНК.» приобрёл мажоритарный пакет акций компании Gancia — производителя итальянских игристых вин и вермута.
В 2013 году Тарико приобрёл крупнейшего в Восточной Европе польского производителя водки CEDC (Central European Distribution Corporation), получив 100 % акций компании.
В 2014 году Рустам Тарико объединил все свои алкогольные активы в единый холдинг Roust.
По данным РБК, которые в этом году огласили список 500 крупнейших компаний России, Roust находится на 274 месте в общем рейтинге, занимает 365 место в рейтинге по прибыли, и 187-е по стоимости активов.
По данным Forbes на 2015 год, компания находится на 138 месте в общем рейтинге с выручкой в 44 млрд рублей.
В 2016 году компания допустила дефолт по облигациям на $37 млн, а в январе 2017 года провела реструктуризацию, которая позволит существенно снизить долговую нагрузку компании.
По итогам 2018 года рост продаж российского подразделения "Руст" - компании "Руст Россия" составил 32%.
В 2019 компания продала простаивавший с 2011 года тульский Первый купажный завод за 100 млн руб. структурам Ростеха.
В 2020 году Винный дом Gancia отметил свое 170-летие. В 2020 году бренд увеличил глобальный объем продаж более чем на 30%. В России, одном из ключевых рынков, Gancia стала самым быстрорастущим брендом в категории итальянских игристых вин в первом полугодии 2020 года. В крупнейших розничных сетях страны Gancia Asti и Gancia Prosecco выросли на 51,7% и 125% соответственно за тот же период по сравнению с прошлым годом. В год своего юбилея Винный дом начал поставки в Россию собственного джина под брендом Gancia Luis Eight.  
В 2020 году Roust продлил соглашения со своими долговременными партнерами Rémy Cointreau и Mast-Jägermeister SE. По первому Roust продолжит осуществлять дистрибуцию и маркетинговую поддержку  на территории России, Польши и Венгрии брендов Rémy Cointreau, включая всю линейку коньяков Rémy Martin и Louis XIII, ликер Cointreau, греческий напиток Metaxa и французский бренди St-Rémy, виски Bruichladdich и джин The Botanist, барбадосский ром Mount Gay Rum. Согласно второму соглашению Roust будет отвечать за дистрибуцию и маркетинговую поддержку на территории России ликера Jägermeister, входящего в ТОП-10 наиболее популярных в мире премиальных алкогольных напитков (IMPACT, 2021).
Также в 2021 году Roust выпустил ряд новинок: первое на российском рынке игристое вино в новой категории — Gancia Prosecco Rosé, первый собственный бренд коньяка – «Дубровский» и супер-премиальный ликер от всемирно известного бренда Jägermeister — Jägermeister Manifest.  
В 2021 году Roust занял пятую строчку в рейтинге крупнейших мировых производителей и дистрибуторов алкогольных напитков, составленном изданием Shanken’s IMPACT. За год он продвинулся вверх на две позиции.
В ноябре 2021 года «Руст» объявила о продаже за 1 млрд долларов (приблизительно, с учётом курса валют) своей польской дочерней компании CEDC International (купленной в 2013 году) польскому производителю Maspex.
В 2022 году группа компаний «Руст» выпустила более 1 млн 9 л коробов водки «Русский Стандарт», что стало рекордным объемом продаж для компании с момента выхода бренда на рынок в 1998 году.

## Торговые марки

### Водка
- «Русский Стандарт Original», «Русский Стандарт Gold», «Русский Стандарт Platinum»[23].
- «Зеленая Марка», «Зеленая Марка Пшеничная»[24].
- «Талка», «Талка Северное Сияние»[25].

### Другие
- джин Bristoll’s[26].
- виски Darrow[27].